# Wang Qi
En onomàstica xinesa, Wang es el cognom i Qi el prenom.

Wang Qi (xinès tradicional: 汪崎) (Pequín, 1987) és un director de cinema xinès.

## Biografia
Wang Qi va néixer a Pequín (Xina) l'1 de desembre de 1987. Fill del famós jugador de voleibol Wang Jiawei i de l'actriu Deng Xing, va fer els estudis primaris a Toquío (Japó) i després va anar al Regne Unit, on es va graduar a la University of the Arts London. Als 23 anys va tornar a la Xina on va començar la seva carrera com a cineasta.

### Carrera cinematogràfica
La seva primera producció, el curtmetratge 操场 (Playground), va ser seleccionada el febrer de 2012 al 62è Festival Internacional de Cinema de Berlín (secció Generation Kplus), i va guanyar el premi "Independent Spirit" al Tudou Video Festival.
Va concebre la idea del seu primer curtmetratge l'any 2010, en acabar els seus estudis. No tenia formació ni experiència, però va tenir l'oportunitat de participar en el rodatge d'una pel·lícula comercial, com a ajudant de direcció.
Aquesta primera pel·lícula, molt curta (17’), ja indica un estil propi sota la influència de Tsai Ming-liang, entre d'altres. Wang Qi el va rodar en un sol pla seqüència, la qual cosa dona una forta impressió de realitat quasi documental, accentuada pel fet que els actors no són professionals. Inicialment tenia diàlegs preparats, però finalment els de la pel·lícula són totalment improvisats.
La majoria de les seves pel·lícules s'han presentat en molts festivals de cinema i ha obtingut premis com el "Golden Zenith The Best Feature Film - First Films World Competition-" al Festival Internacional de Cinema de Montreal de l'any 2015 amb "The Funeral ", i va participar en la Berlinale (nous talents). Amb Autumn Leaves (2019) va participar a First International Film Festival Xining del 2019. i amb "The Bargain" del 2021 que té una versió subtitulada al català. el març de 2023 va ser programada al cicle "Nuevo cine Asiático" de Casa Asia
El seu projecte Red River, del 2022 amb producció de Clarissa Zhang, va ser seleccionat pel Asian Project Market.

## Filmografia
| Any  | Títol xinès | Títol anglès  |
| ---- | ----------- | ------------- |
| 2010 | 操场        | Playground    |
| 2013 | 旁听生      | The Auditor   |
| 2015 | 初一        | The Funeral   |
| 2016 |             | Lei Feng      |
| 2019 |             | Autumn Leaves |
| 2021 | 急风晚来    | The Bargain   |
| 2022 |             | Red River     |